# Municipio San Ramón (Beni)
Das Municipio San Ramón ist ein Verwaltungsbezirk im Departamento Beni im Tiefland des südamerikanischen Anden-Staates Bolivien.

## Lage im Nahraum
Das Municipio San Ramón ist eines von drei Municipios der Provinz Mamoré und erstreckt sich in Nord-Süd-Richtung über fast die gesamte Länge der Provinz. Es grenzt im Westen an das Municipio San Joaquín, im Süden an die Provinz Cercado und im Osten an die Provinz Iténez.
Größte Ortschaft und Verwaltungssitz der Provinz ist die Landstadt San Ramón mit 3483 Einwohnern (Volkszählung 2012) im westlichen Teil des Municipios.

## Geographie
Das Municipio San Ramón liegt in der Moxos-Ebene, die mit über 100.000 km² einem der größten Feuchtgebiete der Erde ist. Vorherrschende Vegetationsform in der Region ist die tropische Savanne.
Die Temperaturschwankungen sind niedrig, sowohl im Tagesverlauf als auch im Jahresverlauf. Die Jahresdurchschnittstemperatur liegt bei über 26 °C, die Monatsdurchschnittstemperaturen liegen zwischen 24 °C und 29 °C (siehe Klimadiagramm San Joaquín). Der Jahresniederschlag von rund 1500 mm liegt um das Doppelte über den Niederschlägen in Mitteleuropa. Nur die Monate Juni bis August sind durch eine Trockenzeit geprägt, in der die geringen Niederschläge rasch verdunsten.

## Bevölkerung
Die Bevölkerungszahl hat zwischen 1992 und 2024 um ein Zehntel zugenommen:
| Jahr | Einwohner | Quelle       |
| ---- | --------- | ------------ |
| 1992 | 4803      | Volkszählung |
| 2001 | 5927      | Volkszählung |
| 2012 | 4955      | Volkszählung |
| 2024 | 5441      | Volkszählung |

Die Bevölkerungsdichte des Municipios betrug 0,69 Einwohner/km² bei der Volkszählung von 2012, der Anteil der städtischen Bevölkerung ist 70,3 Prozent.
Die Lebenserwartung der Neugeborenen lag im Jahr 2001 bei 69,1 Jahren.
Der Alphabetisierungsgrad bei den über 19-Jährigen beträgt 91,4 Prozent, und zwar 93,4 Prozent bei Männern und 88,9 Prozent bei Frauen. (2001)

## Politik
Ergebnis der Regionalwahlen (concejales del municipio) vom 4. April 2010:
| Wahl- berechtigte |  | Wahl- beteiligung | gültige Stimmen |  | PRIMERO | MNR-PUEBLO | MAS-IPSP |
| ----------------- |  | ----------------- | --------------- |  | ------- | ---------- | -------- |
| 2.133             |  | 1.857             | 1.726           |  | 763     | 658        | 305      |
|                   |  | 87,1 %            | 92,9 %          |  | 44,2 %  | 38,1 %     | 17,7 %   |

Ergebnis der Regionalwahlen (elecciones de autoridades políticas) vom 7. März 2021:
| Wahl- berechtigte |  | Wahl- beteiligung | gültige Stimmen |  | MTS     | MAS-IPSP | TODOS   | AHORA! | CAMBIEMOS |
| ----------------- |  | ----------------- | --------------- |  | ------- | -------- | ------- | ------ | --------- |
| 2.877             |  | 2.536             | 2-283           |  | 1.017   | 604      | 365     | 143    | 108       |
|                   |  | 88,15 %           | 90,02 %         |  | 44,55 % | 26,46 %  | 15,99 % | 6,26 % | 4,73 %    |

## Gliederung
Das Municipio hat eine Fläche von 7.889 km² und gliederte sich bei der Volkszählung 2012 in die folgenden beiden Kantone (cantones):
- 08-0702-01 Kanton San Ramón – 49 Ortschaften – 3.910 Einwohner (2001: 5.684 Einwohner)
- 08-0702-02 Kanton Las Pampitas – 142 Ortschaften – 1.045 Einwohner (2001: 243 Einwohner)

## Ortschaften im Municipio San Ramón
- Kanton San Ramón
  - San Ramón 3483 Einw.
- Kanton Las Pampitas
  - San Antonio de Poyori 63 Einw.